# Heber Ratti
Heber Ratti, vollständiger Name Heber Ignacio Ratti Guardia, (* 5. April 1994 in Las Piedras) ist ein uruguayischer Fußballspieler.

## Karriere

### Verein
Der 1,78 Meter große Mittelfeldakteur Ratti steht mindestens seit der Spielzeit 2013/14 im Kader des uruguayischen Erstligisten River Plate Montevideo. Dort debütierte er am 22. September 2014 mit einem Startelfeinsatz gegen Centro Atlético Fénix in der Primera División und kam bis Saisonende siebenmal (kein Tor) in der höchsten uruguayischen Spielklasse zum Einsatz. In der Apertura 2015 sind keine weiteren Einsätze für ihn verzeichnet. Ende Januar 2016 schloss er sich dem Zweitligisten Club Atlético Progreso an, für den er in der Clausura 14 Ligaspiele (kein Tor) absolvierte. In der Saison 2016 kam er siebenmal (ein Tor) in der Liga zum Einsatz. Im Januar 2017 verpflichtete ihn der Erstligaaufsteiger El Tanque Sisley, für den er in der Saison 2017 bislang (Stand: 18. Februar 2017) in zwei Ligapartien (kein Tor) auflief.

### Nationalmannschaft
Ratti war Mitglied der von Fabián Coito trainierten uruguayischen U-15-Auswahl, die bei der U-15-Südamerikameisterschaft 2009 in Bolivien teilnahm und den vierten Platz belegte. Er stand im Aufgebot der uruguayischen U-17-Auswahl bei der U-17-Südamerikameisterschaft 2011 in Ecuador. Auch nahm er mit ihr an der U-17-Weltmeisterschaft 2011 in Mexiko teil. Dabei trug er mit vier Einsätzen zum Gewinn des Vize-Weltmeistertitels bei.
Am 19. Mai 2015 wurde er von Trainer Fabián Coito für den vorläufigen Kader der U-22 nominiert, die im Juli 2015 bei den Panamerikanischen Spielen 2015 in Toronto antreten wird.

### Erfolge
- U-17-Vize-Weltmeister 2011
- U-17-Vize-Südamerikameister 2011